# Eaton (Colorado)
Eaton é uma cidade  localizada no estado americano de Colorado, no Condado de Weld.

## Demografia
Segundo o censo americano de 2000, a sua população era de 2690 habitantes.
Em 2006, foi estimada uma população de 4044, um aumento de 1354 (50.3%).

## Geografia
De acordo com o United States Census Bureau tem uma área de
5,0 km², dos quais 5,0 km² cobertos por terra e 0,0 km² cobertos por água. Eaton localiza-se a aproximadamente 1522 m acima do nível do mar.

## Localidades na vizinhança
O diagrama seguinte representa as localidades num raio de 24 km ao redor de Eaton.